# Oberbauerschaft
Oberbauerschaft ist eine Ortschaft der Gemeinde Hüllhorst im Kreis Minden-Lübbecke. Sie ist mit 10,04 km² nach der Fläche der größte Gemeindeteil der Gemeinde Hüllhorst und hat etwas weniger als 3000 Einwohner. Damit ist Oberbauerschaft auch hinsichtlich der Einwohnerzahl der größte Gemeindeteil. Zu Oberbauerschaft gehören somit 22,4 % Fläche und 21,9 % der Einwohnerschaft der Gesamtgemeinde Hüllhorst.
Über die Entstehung der heutigen Bezeichnung Oberbauerschaft gibt es zwei Theorien: Zum einen könnte sich der Begriff von der südlich gelegenen Ortschaft Stift Quernheim-Klosterbauerschaft ableiten („Oberberger Bauerschaft“ = „Bauerschaft oben am Berg“); zum anderen durch die enge Zugehörigkeit zu Lübbecke als „Überberger Bauerschaft“, da aus Lübbecker Sicht jenseits des Berges gelegen.

## Geographie
Die Nordgrenze bildet über sieben km der Kamm des Wiehengebirges. Im Süden begrenzt der Kreis Herford das Dorf, dessen Territorium die Form eines nach Westen spitz zulaufenden Wimpels aufweist.
Ursprünglich bestand das Dorf aus mehreren Bauerschaften (Niedringhausen und Beendorf sind die größten), die sich über die Jahrhunderte entlang von raumerschließenden Nord-Süd- bzw. Ost-West-Achsen als Verbindungswege zu einer Streusiedlung entwickelt haben. Eine Zentrumsbildung im Bereich der heutigen Kirche hat erst später eingesetzt. Heute gibt es planrechtlich nur die beiden Ortsteile Niedringhausen und Beendorf, wobei sich ein gewisser Ortskern im Bereich der Kirche und der Grundschule gebildet hat.
Das Gebiet der Ortschaft stellt sich als schmaler Saum am Fuße des Wiehengebirges dar und misst von Westen nach Osten rund 6 km, während die Nord-Süd-Ausdehnung im äußersten Osten rund 3 km beträgt und sich kontinuierlich auf knapp 1,5 km im Westen verjüngt.
Die Nordgrenze von Oberbauerschaft bildet der Kamm des Wiehengebirges; hier grenzt es administrativ an die Stadt Preußisch Oldendorf und die Stadt Lübbecke, selbst Kommunen des Kreises Minden-Lübbecke. Nach Osten und Süden liegt die Grenze naturräumlich offener. Im Osten grenzt Oberbauerschaft an die Hüllhorster Ortsteile Ahlsen-Reinberg, Hüllhorst und Büttendorf, im Süden an den Kreis Herford mit der Gemeinde Kirchlengern (Ortsteil Klosterbauerschaft), die Stadt Bünde und im Westen an die Gemeinde Rödinghausen. Auf dem Gemeindeteil von Oberbauerschaft liegt der 287 m hohe Breitenbrink und an der Grenze zur Stadt Lübbecke der 315 m hohe Kniebrink.
Die Oberbauerschaft besteht aus mehreren Dörfern und Streusiedlungen und weist im Gegensatz zu den anderen Gemeindeteilen kein Dorf auf, das hinsichtlich Größe besonders hervorsticht. Allgemein wird das zentral gelegene Dorf Beendorf als Hauptort betrachtet, da hier u. a. auch die Kirche liegt. Oft ist auch diese zentrale Ortschaft gemeint, wenn von „Oberbauerschaft“ die Rede ist. Gleichwohl existiert keine Einzelsiedlung mit dem Namen Oberbauerschaft.
Oberbauerschaft zählt naturräumlich zur Ravensberger Mulde und hier zum Teilbereich der Quernheimer Bucht im südlichen Wiehengebirgsvorland. Der bewaldete Anteil am Wiehengebirge ist, obschon der Hauptkamm die Grenze bildet, nur zwischen 200 und 500 Meter breit und nimmt eine Fläche von rund 120 Hektar ein, was damit einem Gesamtflächenanteil von rund zwölf Prozent entspricht.
Bei der landwirtschaftliches Nutzfläche dominieren Ackerflächen. Grünland findet sich überwiegend im Zuge der Bachläufe und zum Waldrand des Wiehengebirges hin.
Wohnbauflächen und landwirtschaftliche Flächen gibt es bis auf eine Höhe von 206 m ü. NHN. Im Allgemeinen beginnt der Bergwald des Wiehengebirges jedoch auf der 180-Meter-Höhenlinie.
Oberbauerschaft bildet eine der drei Kirchengemeinden der Gemeinde Hüllhorst. Bis zum Bau der Kirche im Jahre 1899 mussten die Bewohner den Gottesdienst in Lübbecke, also jenseits des Wiehengebirges besuchen. Eine Waldweg nach Lübbecke, der alte Kirchweg und eine eigene Eingangstür in der Sankt-Andreaskirche zu Lübbecke bezeugt diesen historischen Umstand. Formal wurde Oberbauerschaft erst am 1. Januar 1971 aus der Kirchengemeinde Lübbecke ausgegliedert und ein selbständiges Kirchspiel. Bis dahin fanden die Gottesdienste durch einen durch Lübbecke gestellten Pfarrer statt.
Aufgrund seiner peripheren Lage innerhalb der Gemeinde Hüllhorst und der natürlichen Gebirgsbarriere im Norden sind der mittlere und westliche Teil von Oberbauerschaft hinsichtlich Wahl des Mittelzentrums durch die Bewohnerschaft und der täglichen Pendlerströme stark zur Stadt Bünde hin orientiert.
Eine Besonderheit ist, dass im größten Teil von Oberbauerschaft nicht die Telefonvorwahl von Hüllhorst, sondern die von Lübbecke gültig ist.

### Ortsteile
Obschon Oberbauerschaft heute insgesamt als Ortsteil der Gemeinde Hüllhorst zählt und auch bis zur Gemeindegebietsreform das gesamte Gebiet eine einzige Gemeinde umfasste, lassen sich doch folgende größere Dörfer ausmachen:
- Beendorf (im Zentrum des Gebietes mit Kirche, dichterer Wohnbebauung und Industriegebiet)
- Niedringhausen (im Osten, entlang der B 239, mit Bebauung am Fuße des Wiehengebirges)
- Kniendorf (im Westen, geprägt durch einzelne Bauernhöfe und Landwirtschaftliche Flächen)

Kleinere Ortschaften und Streusiedlungen sind:
- Alingdorf
- Schüttenhöfe
- Schuldorf
- Oberhöfen
- Büschenfelde
- Heidkämpe
- Worth
- Hangesch

Heute gibt es planrechtlich die beiden Ortsteile Niedringhausen und Beendorf, wobei sich ein gewisser Ortskern im Bereich der Kirche und der Grundschule gebildet hat.

## Geschichte

Karte von Oberbauerschaft. Blau: ehemalige Gemeindegrenze bis 1973. Rot: davon abweichende Grenze des OT seit 1973. Entsprechend farblich hinterlegt: Gebietsgewinne (blau-transparent) und -verluste (rot-transparent).

Die Ursprünge von Oberbauerschaft gehen zurück auf die erste urkundliche Eintragung der Gemeinde Beendorf aus dem Jahre 1121. Später wurden fünf Ortsteile, darunter auch Beendorf, zusammengelegt, die den Namen Oberbauerschaft erhielten. Oberbauerschaft wird Anfang des 17. Jahrhunderts erstmals urkundlich erwähnt. 
Bis zur Franzosenzeit gehörte der Ort zur Vogtei Quernheim im Amt Reineberg des Fürstentums Minden. Von 1807 bis 1810 gehörte Oberbauerschaft zum Kanton Reineberg des napoleonischen Satellitenstaats Königreich Westphalen. Von 1811 bis 1813 gehörte der Ort unmittelbar zu Frankreich und war dort Sitz der Mairie Oberbauerschaft im Kanton Quernheim des Arrondissements Minden im Departement der Oberen Ems.
Oberbauerschaft kam 1816 zum neuen Kreis Bünde und wechselte zum 1. Januar 1832 in den Kreis Lübbecke. Ab 1843 gehörte die Gemeinde Oberbauerschaft im Kreis Lübbecke zum Amt Schnathorst. Im weiteren Verlauf des 19. Jahrhunderts wurde aus dem Amt Schnathorst das Amt Hüllhorst. Ende des 19. Jahrhunderts zählte die Gemeinde acht Bauerschaften. Am 1. Januar 1973 wurde Oberbauerschaft in die neu geschaffene Großgemeinde Hüllhorst eingemeindet und besaß fortan nach §1 der Gemeindeverfassung den Status eines Ortsteils.
Im Zuge der Gebietsreform gewann der dann Ortsteil auch noch Gebiete dazuː ein bis da hin zu Lübbecke gehörender rund 57 Hektar großer Waldstreifen (die heutige Gemarkung 032 in der Flur Oberbauerschaft 2783) wurde der Gemeinde Hüllhorst und damit Oberbauerschaft zugeschlagen. Die alte Stadt Lübbecke reichte bis 1973 jenseits des Kammes bis an den südlichen Waldrand gegen Oberbauerschaft; die Grenze wurde auch hier auf den Kammweg zurückverlegt. Damit konnte Oberbauerschaft seine Waldflächenanteil beinahe verdoppeln.

## Wirtschaft
Die Landwirtschaft als ursprünglich vorherrschende dörfliche Wirtschaftsform, die auch heute noch die Siedlungsstruktur erheblich prägt, wird – gut erkennbar an den großen Ackerflächen – durchaus noch umfangreich betrieben (4 Haupterwerbshöfe), hat jedoch in der Struktur der dörflichen Gesellschaft keine herausragende Stellung mehr. Das jährliche Erntefest weist noch auf die bäuerliche Kulturtradition des Dorfes hin.

## Sehenswürdigkeiten

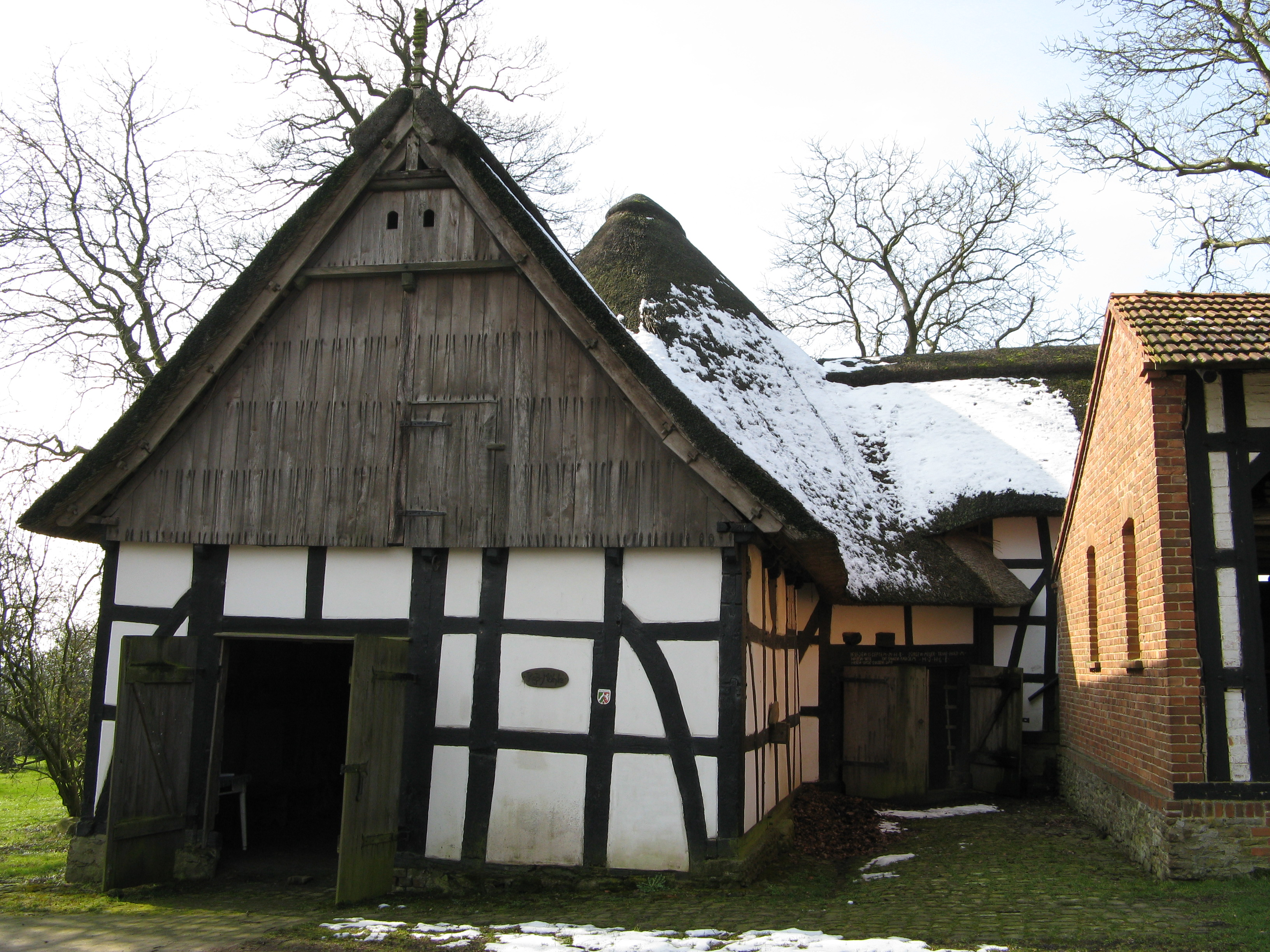
Die Rossmühle in Oberbauerschaft

Zur Oberbauerschaft gehört die Freilichtbühne Kahle Wart. Im Ortsteil Kniendorf befindet sich auf dem Hof Meyer zu Kniendorf eine noch betriebene Rossmühle, die zur Westfälischen Mühlenstraße gehört.

## Persönlichkeiten
- Willi Hoffmeister, deutscher Friedensaktivist und Gewerkschafter (geboren in Oberbauerschaft)

## ADAC Rallye Stemweder Berg
Die ADAC Rallye Stemweder Berg ist eine Rallye der Veranstaltergemeinschaft aus dem ADAC Ostwestfalen-Lippe und dem AMC Stemweder Berg. Die Rallye findet jedes Jahr im Rahmen der Deutschen Rallye-Meisterschaft statt. Im Jahr 2017 findet sie zum 47 mal statt.